# Rame (Lääneranna)
Koordinaten: 58° 34′ N, 23° 36′ O
Rame (deutsch Ramme) ist ein Dorf (estnisch küla) in der Landgemeinde Lääneranna im Kreis Pärnu (bis 2017: Landgemeinde Hanila im Kreis Lääne) in Estland.

## Beschreibung

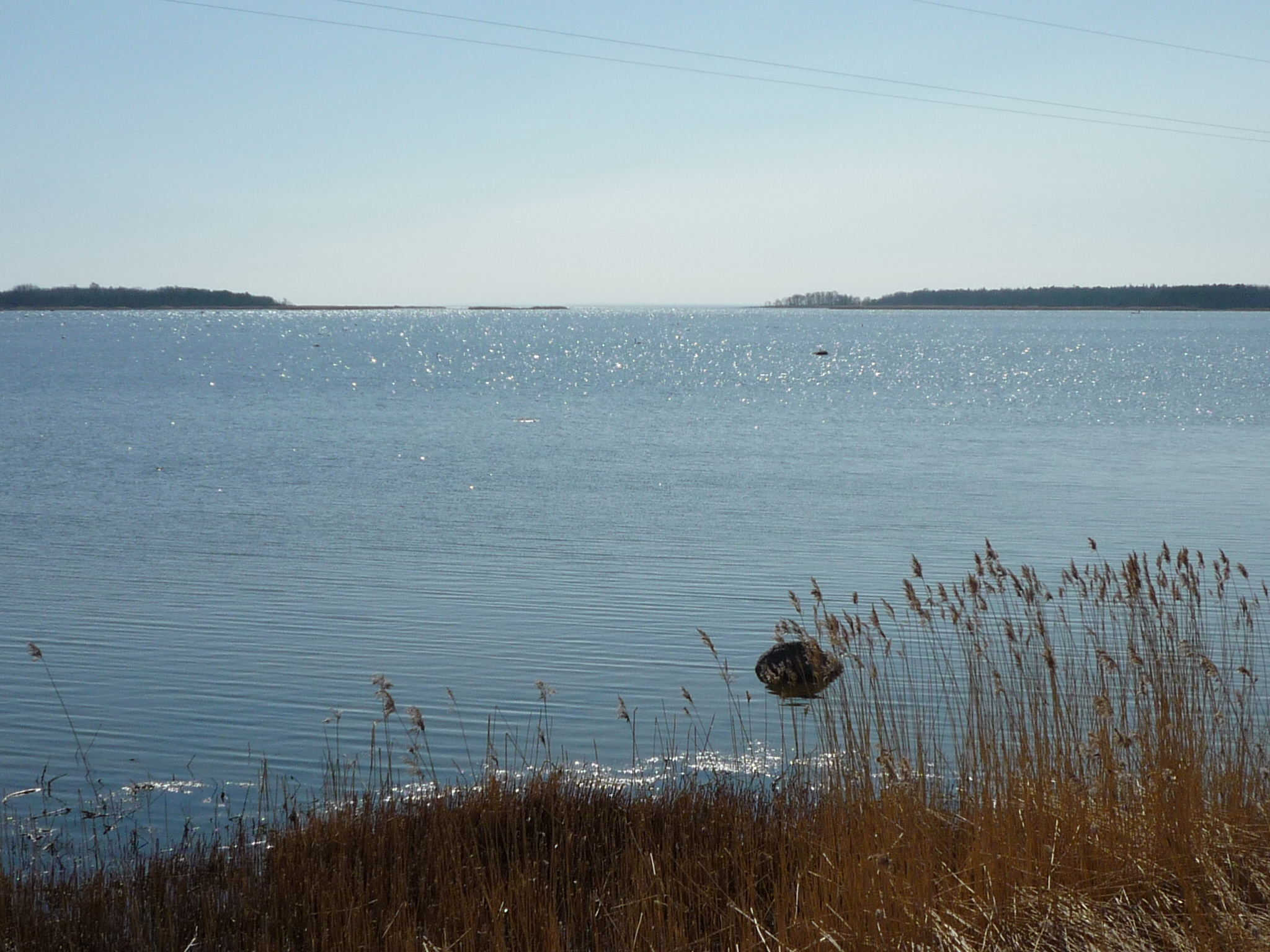
Die Ostseebucht von Rame mit Blick nach Süden. Links das Festland bei Rame, rechts die Halbinsel Puhtu

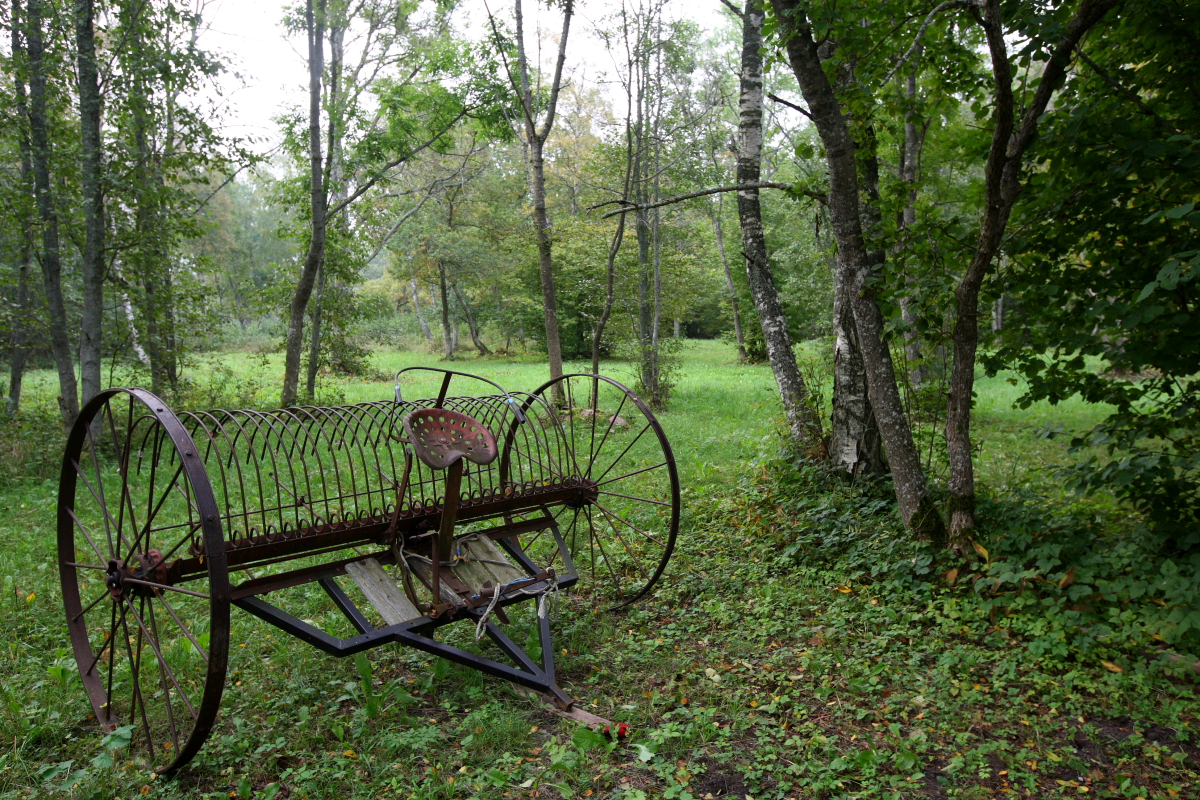
Laubwiese von Laelatu

Der Ort hat zwanzig Einwohner (Stand 31. Dezember 2011). Er liegt nahe der Ostsee. Die Siedlung wurde erstmals im Jahr 1465 unter dem Namen Ramme urkundlich erwähnt.
Der Ort hat der westlich gelegenen Rame-Bucht (Rame laht) ihren Namen gegeben. Sie liegt zwischen der Halbinsel Virtsu und dem estnischen Festland.

## Kultur
Auf dem Bauernhof Polli talu befindet sich ein internationales Kreativzentrum. Es widmet sich der bildenden und der Bühnenkunst, setzt aber auch künstlerische Gestaltung zu Heilzwecken ein.
Berühmtester Sohn des Ortes ist der estnische Buchillustrator und Graphiker Helmut Polberg (* 1935), der in Rame geboren wurde.

## Laubwiese Laelatu
Unter Naturschutz steht die Laubwiese von Laelatu (Laelatu puisniit). Sie ist eine der größten Laubwiesen im nördlichen Europa und steht unter europäischem Schutz.
In dem artenreichen Gebiet wachsen mehr als vierhundert Gefäßpflanzenarten sowie dreißig Moosarten. Von den Bäumen sind Eichen, Eschen, Hänge-Birken und Ahorne am weitesten verbreitet. Auf der Laubwiese von Laelatu finden sich zwei Drittel der in Estland wachsenden natürlichen Orchideen.